# فأر جيبي متوسط
فأر جيبي متَوسط (الاسم العلمي: Chaetodipus intermedius) هو نوع من الحيوانات يتبع جنس فأر جيبي خشن من فصيلة الغوفرية.